# Schummelia
Schummelia is een ondergeslacht van het geslacht van insecten Tipula binnen de familie langpootmuggen (Tipulidae).

## Soorten
Deze lijst van 68 stuks is mogelijk niet compleet.
- T. (Schummelia) ahrensi (Savchenko, 1957)
- T. (Schummelia) annulicornis (Say, 1829)
- T. (Schummelia) argentacea (Alexander, 1961)
- T. (Schummelia) argentosigna (Alexander, 1961)
- T. (Schummelia) atrosetosa (Alexander, 1961)
- T. (Schummelia) bicolorata (Alexander, 1938)
- T. (Schummelia) butzi (Edwards, 1928)
- T. (Schummelia) costolutea (Alexander, 1964)
- T. (Schummelia) coulsoni (Alexander, 1966)
- T. (Schummelia) cramptoniana (Alexander, 1966)
- T. (Schummelia) crastina (Alexander, 1941)
- T. (Schummelia) decembris (Alexander, 1949)
- T. (Schummelia) dharma (Alexander, 1956)
- T. (Schummelia) dolichopezoides (Alexander, 1920)
- T. (Schummelia) dravidiana (Alexander, 1961)
- T. (Schummelia) durga (Alexander, 1964)
- T. (Schummelia) eggeriana (Alexander, 1971)
- T. (Schummelia) friendi (Alexander, 1940)
- T. (Schummelia) fuscocellula (Alexander, 1961)
- T. (Schummelia) halidayana (Alexander, 1970)
- T. (Schummelia) hennigiana (Alexander, 1971)
- T. (Schummelia) hermannia (Alexander, 1915)
- T. (Schummelia) hinayana (Alexander, 1956)
- T. (Schummelia) inconspicua (de Meijere, 1911)
- T. (Schummelia) indiscreta (Alexander, 1935)
- T. (Schummelia) ishidana (Alexander, 1964)
- T. (Schummelia) ishizuchiana (Alexander, 1954)
- T. (Schummelia) jacksoniana (Alexander, 1956)
- T. (Schummelia) kariyana (Alexander, 1966)
- T. (Schummelia) kiddana (Alexander, 1966)
- T. (Schummelia) klossi (Edwards, 1916)
- T. (Schummelia) lama (Alexander, 1954)
- T. (Schummelia) lindneriana (Alexander, 1964)
- T. (Schummelia) lioterga (Alexander, 1961)
- T. (Schummelia) magnifolia (Alexander, 1948)
- T. (Schummelia) medica (Alexander, 1936)
- T. (Schummelia) nannaris (Alexander, 1961)
- T. (Schummelia) nobilior (Alexander, 1961)
- T. (Schummelia) notomelania (Alexander, 1958)
- T. (Schummelia) oldhamana (Alexander, 1966)
- T. (Schummelia) pagastiana (Alexander, 1966)

- T. (Schummelia) pendleburyi (Edwards, 1933)
- T. (Schummelia) penicillaris (Alexander, 1961)
- T. (Schummelia) pokornyana (Alexander, 1966)
- T. (Schummelia) pumila (de Meijere, 1914)
- T. (Schummelia) rantaicola (Alexander, 1929)
- T. (Schummelia) rhombica (Edwards, 1932)
- T. (Schummelia) salakensis (Alexander, 1915)
- T. (Schummelia) scylla (Alexander, 1964)
- T. (Schummelia) schrankiana (Alexander, 1971)
- T. (Schummelia) sophista (Alexander, 1949)
- T. (Schummelia) sparsissima (Alexander, 1928)
- T. (Schummelia) sphaerostyla (Alexander, 1966)
- T. (Schummelia) stenorhabda (Alexander, 1941)
- T. (Schummelia) strictiva (Alexander, 1935)
- T. (Schummelia) subtenuicornis (Doane, 1901)
- T. (Schummelia) synchroa (Alexander, 1927)
- T. (Schummelia) tanyrhina (Alexander, 1961)
- T. (Schummelia) tonnoirana (Alexander, 1968)
- T. (Schummelia) turea (Alexander, 1956)
- T. (Schummelia) variicornis (Schummel, 1833)
- T. (Schummelia) venusticornis (Alexander, 1964)
- T. (Schummelia) verrallana (Alexander, 1966)
- T. (Schummelia) vitalisi (Edwards, 1926)
- T. (Schummelia) vocator (Alexander, 1956)
- T. (Schummelia) yerburyi (Edwards, 1924)
- T. (Schummelia) zernyi (Mannheims, 1952)
- T. (Schummelia) zonaria (Goetghebuer, 1921)